# Rebellion (singel Grave Digger)
Rebellion to drugi singiel niemieckiej grupy heavymetalowej Grave Digger, wydany w 1996 roku przez G.U.N. Records.

## Lista utworów
1. Rebellion (The Clans Are Marching) - 4:05
2. Truth - 3:51
3. The Dark of the Sun - 4:33
4. The Balld of Mary (Queen of Scots) - 4:59

## Twórcy
- Chris Boltendahl - śpiew
- Uwe Lulis - gitara
- Tomi Gottlich - gitara basowa
- Stefan Arnold - perkusja
- Hans Peter Katzenburg - instrumenty perkusyjne